# Gallieni (Métro Paris)
Gallieni [ɡaljeni] ist eine unterirdische Station der Pariser Métro. Sie befindet sich im Pariser Vorort Bagnolet und wird von der Métrolinie 3 bedient.
Die Station wurde am 2. April 1971 mit Eröffnung der östlichen Verlängerung der Linie 3 in Betrieb genommen. Diese wurde damals auf dem Abschnitt von Gambetta bis Gallieni dem Verkehr übergeben. Seitdem ist sie östlicher Endpunkt der Linie 3.